# Belcastel (Aveyron)
Belcastel is een gemeente in het Franse departement Aveyron (regio Occitanie). De gemeente telde 190 inwoners op 1 januari 2022. De plaats maakt deel uit van het arrondissement Villefranche-de-Rouergue. Belcastel is sinds 1990 lid van Les Plus Beaux Villages de France.
Het middeleeuwse kasteel telt vijf torens en twaalf zalen. Het kasteel is opengesteld voor het publiek en doet dienst als tentoonstellingsruimte. Andere bezienswaardigheden zijn de 15e-eeuwse kerk Sainte-Madeleine, de oude banoven en de 15e-eeuwse brug.

## Geschiedenis
Op de plaats van het huidige kasteel stond in de 8e eeuw een kapel. Het middeleeuwse kasteel raakte in verval en diende in de 19e eeuw als steengroeve voor de bewoners van het dorp. Architect Fernand Pouillon (1912-1986) kocht het kasteel aan en restaureerde het in de jaren 1980, samen met andere oude gebouwen in het dorp.

## Geografie
De oppervlakte van Belcastel bedraagt 10,7 km², de bevolkingsdichtheid is 22,6 inwoners per km².
De Aveyron stroomt door de gemeente.

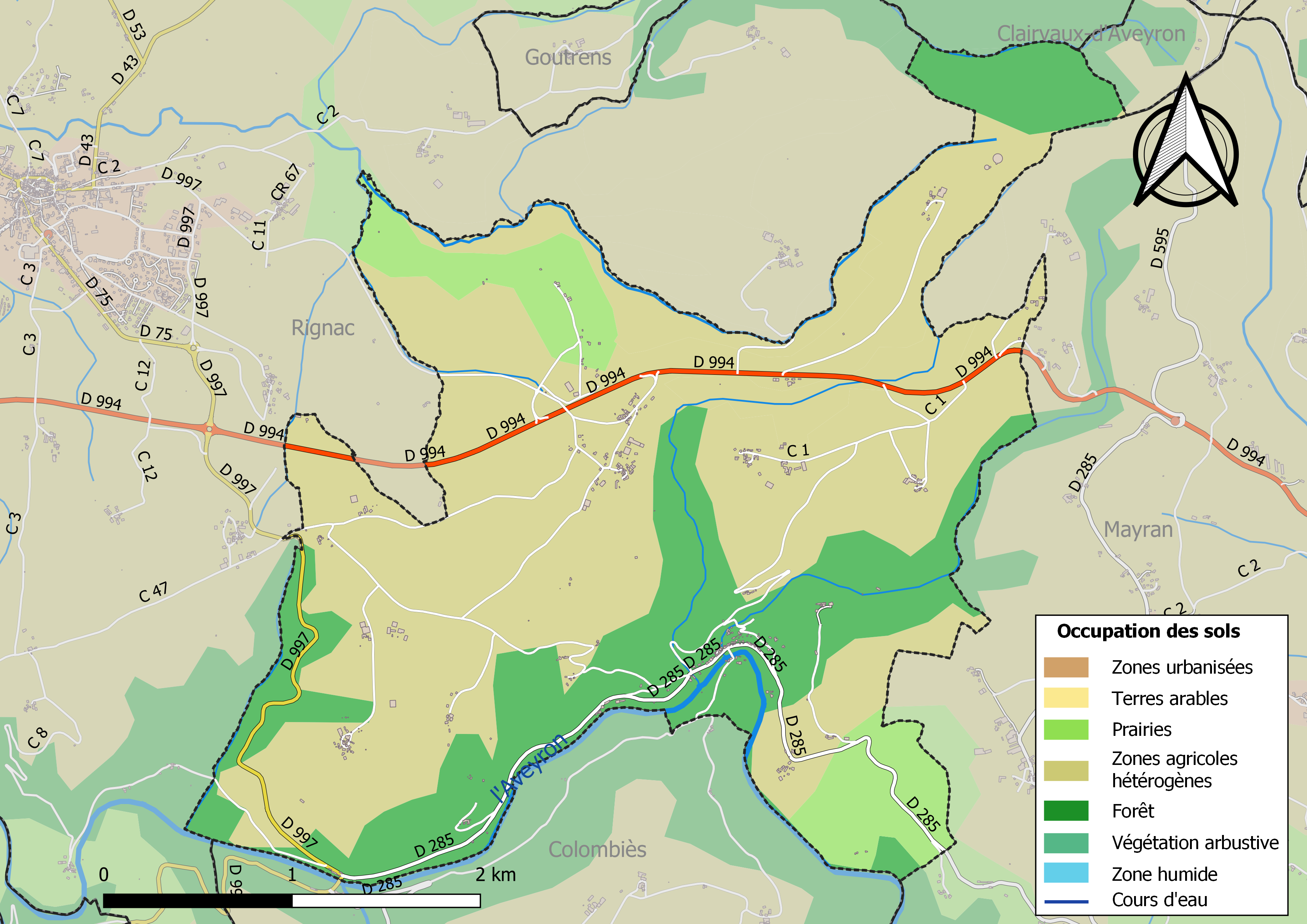
Kaart van de gemeente met de belangrijkste infrastructuur, bodemgebruik en omliggende gemeenten

## Demografie
Onderstaande figuur toont het verloop van het inwonertal (bron: INSEE-tellingen).

Vanwege een beveiligingsprobleem met de MediaWiki Graph-software is het momenteel niet mogelijk deze grafiek weer te geven. Zodra de software is bijgewerkt zal de grafiek vanzelf weer zichtbaar worden.
(Sortering op regio > departement (vet) > gemeente)